# 小行星9672
小行星9672（英語：9672 Rosenbergerezek）是一颗围绕太阳公转的小行星。1997年10月5日，P. Pravec在奥德热幽夫发现了此天体。
这颗小行星的绝对星等为358.1709743648888等。